# Pojedyncza Koliba
Pojedyncza Koliba – jaskinia w Dolinie Kobylańskiej na Wyżynie Olkuskiej wchodzącej w skład Wyżyny Krakowsko-Częstochowskiej. Administracyjnie znajduje się w granicach wsi Karniowice, w gminie Zabierzów w powiecie krakowskim.

## Opis jaskini
Pojedyncza Koliba znajduje się w bocznym, orograficznie lewym odgałęzieniu Doliny Kobylańskiej, w wąwozie oddzielającym wzniesienie Borynia od wzniesienia Wzgórze Dumań. Wąwóz ten ma wylot zaraz powyżej skał Lotniki. Pojedyncza Koliba znajduje się w największej ze skał w górnej części wąwozu, a jej otwór jest widoczny ze ścieżki wiodącej dnem wąwozu. Na skale tej uprawiana jest wspinaczka skalna, a wspinacze nadali jej nazwę Sękata Grzęda i są na niej zamontowane ringi do asekuracji podczas wspinaczki skalnej.
Jest to niewielkie schronisko bez nacieków. Jego otwór ma ekspozycję północno-zachodnią i znajduje się na wysokości około 0,5 m nad ziemią. Jest suche i widne, a na jego spągu znajduje się gruz wapienny zmieszany z glebą i liście. Na ścianach rozwijają się glony, są też pająki.

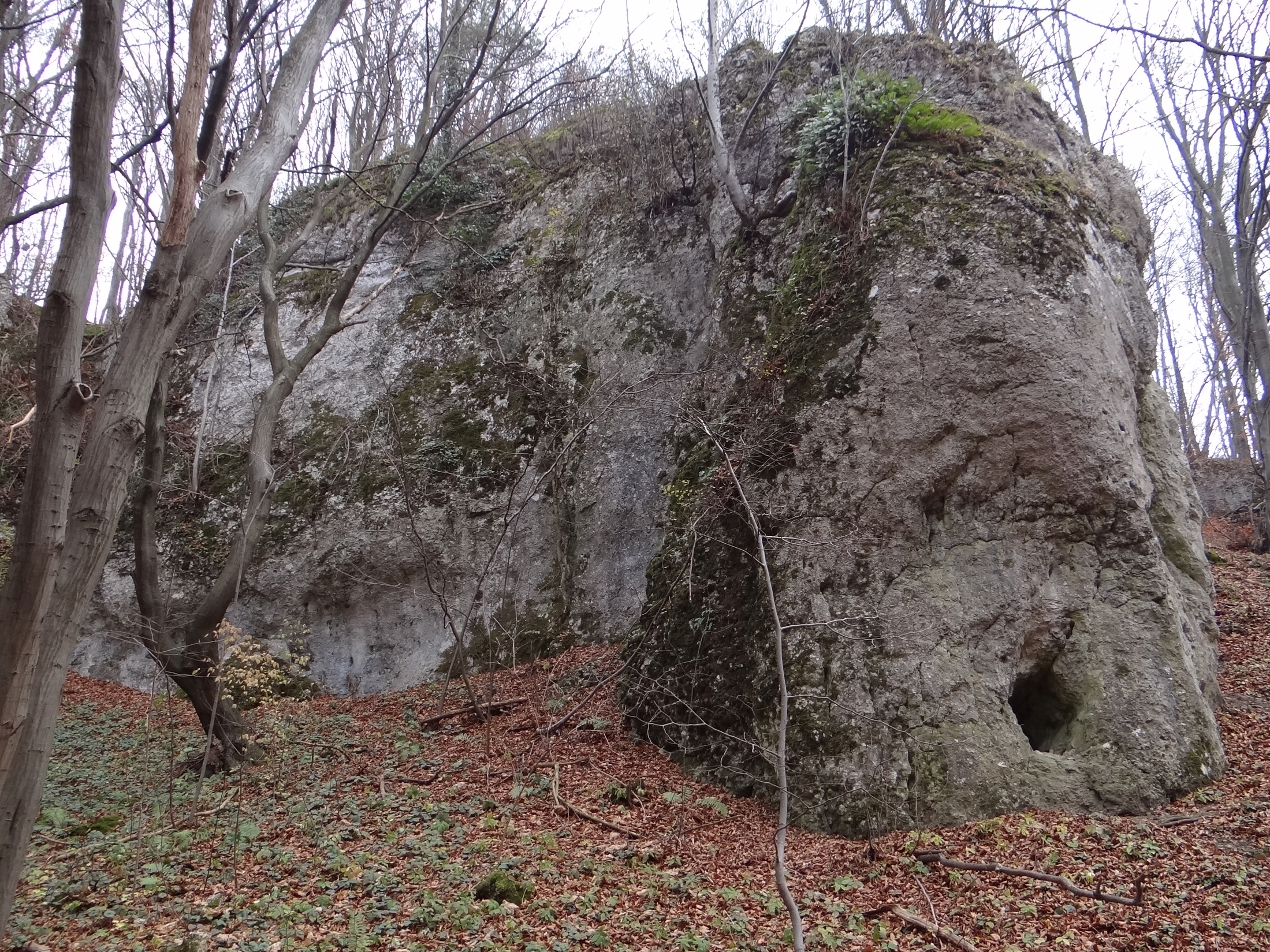
Samotny Murek z widocznym otworem schroniska
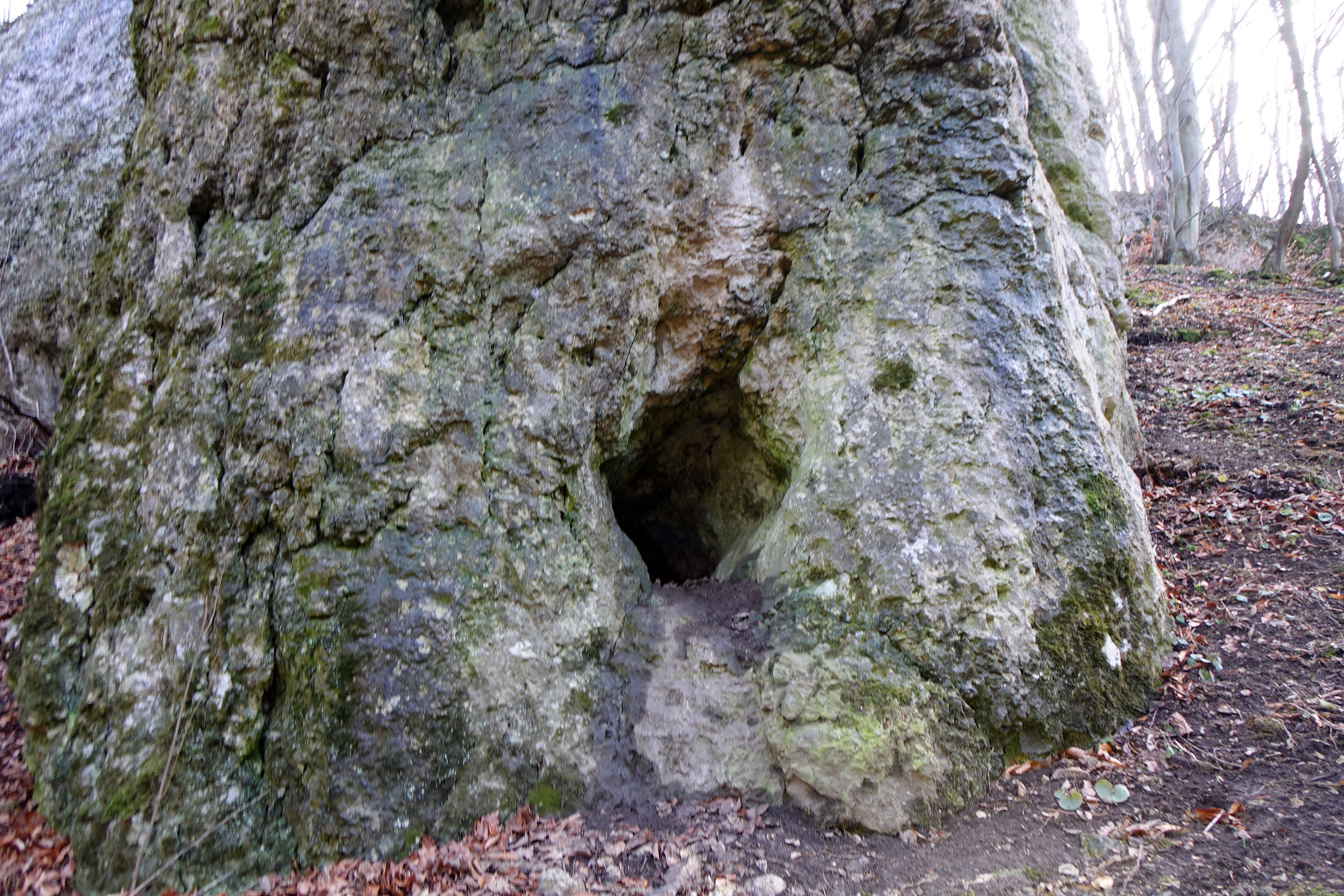
Otwór
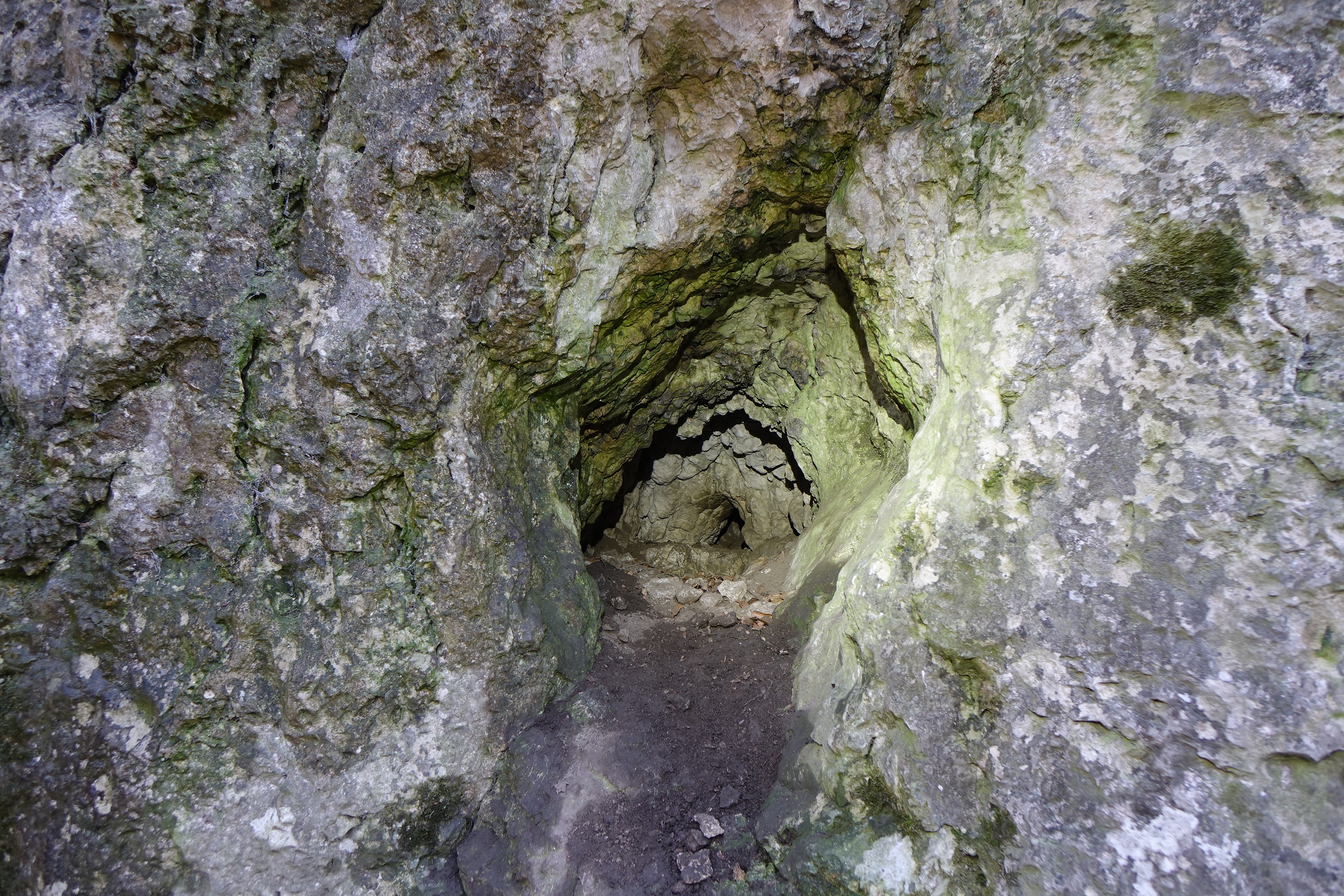
Schronisko

W Samotnym Murku znajduje się jeszcze Jaskinia w Górze Doliny Kobylańskiej i Lisi Korytarzyk.